# 温迪·博廖利
温迪·博廖利（英語：Wendy Boglioli，1955年3月6日—），美国女子游泳运动员，主攻自由泳和蝶泳。她曾代表美国参加1976年夏季奥林匹克运动会游泳比赛，获得一枚金牌和一枚铜牌。